# 練馬区立平和台体育館
練馬区立平和台体育館（ねりまくりつへいわだいたいいくかん）は、東京都練馬区平和台二丁目にある体育館。東京ドームグループ・大泉スワロー共同事業体が運営する。

## 概要
「生涯スポーツを通じて健康で活き活き暮らせる　ねりま」を目指し、スポーツ・レクリエーションの振興を図り、区民の心身の健全な発達および交流の促進に寄与することを目的とした施設。

## 施設内容
- 競技場
- 温水プール
- 第一武道場
- 第二武道場
- トレーニング室（練馬区在住・在勤・在学で中学生を除く15歳以上の人が利用可）
- 会議室
- 駐車場

## バリアフリー設備
- だれでもトイレ（地下1階・地下2階）
- おむつ交換台（地下1階男女トイレ）
- ベビーチェア（地下1階だれでもトイレ内）
- エレベーター（ミラー付）

## 交通機関

### 電車
- 東京メトロ有楽町線・副都心線平和台駅2番出口から徒歩15分
- 東武東上本線東武練馬駅南口から徒歩20分
- 西武池袋線練馬駅から「国際興業バス」練馬北町車庫行で平和台一丁目下車1分　練馬駅から「国際興業バス」赤羽駅西口行で平和台二丁目下車5分
- 都営大江戸線光が丘駅から「国際興業バス」池袋駅東口・練馬北町車庫（平和台郵便局経由）行で平和台二丁目下車5分　光が丘駅から「国際興業バス」練馬北町車庫（錦団地経由）行で平和台一丁目下車1分

### 車
- 駐車場は有料
- 利用時間：午前8時30分から午後9時30分
- 利用料金：最初の1時間200円　以後30分ごとに100円
- 駐車可能台数：15台（うち2台は障害者専用スペース）

## 開館時間・休館日
- 開館：午前9時から午後9時30分
- 休館：毎月第2月曜日（祝日の時は翌日）、年末年始（12月29日から1月3日）